# Campeonato Europeu de Ginástica Artística de 1998 - Resultados femininos
Os resultados femininos do Campeonato Europeu de Ginástica Artística de 1998 contaram com todas as provas.

## Resultados

### Individual geral
Finais
| Posição           | Ginasta               | Total  |
| ----------------- | --------------------- | ------ |
| Medalha de ouro   | RUS Svetlana Khorkina | 38,624 |
| Medalha de prata  | ROU Simona Amanar     | 38,392 |
| Medalha de bronze | ROU Claudia Presacan  | 38,267 |
| 4                 | UKR Viktoria Karpenko | 37,774 |
| 5                 | ITA Martina Brimini   | 37,543 |
| 6                 | UKR Olga Teslenko     | 37,317 |
| 7                 | FRA Elvire Teza       | 37,223 |
| 8                 | ESP Jennifer Montavez | 37,161 |
| 8                 | ITA Adriana Crisci    | 37,161 |
| 10                | FRA Isabelle Severino | 37,155 |
| 11                | ESP Susana Garcia     | 37,123 |
| 12                | HUN Gabriella Onodi   | 36,843 |
| 13                | BLR Alena Polozkova   | 36,825 |
| 14                | GER Gritt Hofmann     | 36,580 |
| 15                | GER Yvonne Pioch      | 35,842 |
| 16                | GBR Annika Reeder     | 35,799 |
| 17                | SLO Mojca Mavric      | 35,787 |
| 18                | NOR Marny Ostreng     | 35,655 |
| 19                | CZE Silvie Heilikova  | 35,624 |
| 20                | GBR Lisa Mason        | 35,524 |
| 21                | NED Fieke Willems     | 35,199 |
| 22                | POL Joanna Skowronska | 34,636 |
| 23                | BLR Elena Savko       | 34,492 |

| Pos.             | Ginasta                  | Pts   |
| ---------------- | ------------------------ | ----- |
| Medalha de ouro  | HUN Adrienn Varga        | 9,643 |
| Medalha de prata | ROU Maria Olaru          | 9,543 |
| Medalha de prata | ROU Simona Amanar        | 9,543 |
| 4                | RUS Elena Zamolodchikova | 9,424 |
| 5                | GBR Annika Reeder        | 9,262 |
| 6                | ITA Martina Bremini      | 9,125 |
| 7                | GRE Sofia Karyoti        | 9,112 |
| 8                | BLR Alena Polozkova      | 8,568 |

| Pos.              | Ginasta                | Pts   |
| ----------------- | ---------------------- | ----- |
| Medalha de ouro   | RUS Svetlana Khorkina  | 9,900 |
| Medalha de prata  | UKR Viktoria Karpenko  | 9,787 |
| Medalha de bronze | ROU Claudia Presacan   | 9,762 |
| 4                 | ROU Corina Ungureanu   | 9,750 |
| 5                 | UKR Olga Teslenko      | 9,687 |
| 6                 | ESP Rebeca Toledano    | 9,650 |
| 6                 | RUS Eugenia Kuznetsova | 9,512 |
| 8                 | FRA Elvire Teza        | 8,600 |

| Pos.              | Ginasta                | Pts   |
| ----------------- | ---------------------- | ----- |
| Medalha de ouro   | RUS Eugenia Kuznetsova | 9,775 |
| Medalha de prata  | UKR Olga Teslenko      | 9,687 |
| Medalha de bronze | RUS Lyudmila Ezhova    | 9,662 |
| Medalha de bronze | ROU Simona Amanar      | 9,662 |
| 5                 | UKR Galina Tyryk       | 9,612 |
| 6                 | ITA Martina Bremini    | 9,550 |
| 7                 | ITA Adriana Crisci     | 9,162 |
| 8                 | ROU Corina Ungureanu   | 9,062 |
| 9                 | FRA Elvire Teza        | 8,787 |

| Pos.              | Ginasta               | Pts   |
| ----------------- | --------------------- | ----- |
| Medalha de ouro   | ROU Corina Ungureanu  | 9,787 |
| Medalha de ouro   | RUS Svetlana Khorkina | 9,787 |
| Medalha de bronze | ROU Simona Amanar     | 9,725 |
| 4                 | GBR Lisa Mason        | 9,675 |
| 5                 | FRA Ludivine Furnon   | 9,650 |
| 6                 | HUN Gabriella Onodi   | 9,575 |
| 6                 | FRA Isabelle Severino | 9,575 |
| 7                 | UKR Inga Shkarupa     | 9,512 |
| 8                 | POL Alena Polozkova   | 9,112 |

### Equipes
Finais
| Posição           | País         | Total   |
| ----------------- | ------------ | ------- |
| Medalha de ouro   | Roménia      | 115,939 |
| Medalha de prata  | Rússia       | 112,720 |
| Medalha de bronze | Ucrânia      | 112,632 |
| 4                 | França       | 112,277 |
| 5                 | Espanha      | 110,782 |
| 6                 | Itália       | 110,765 |
| 7                 | Hungria      | 110,214 |
| 8                 | Bielorrússia | 110,747 |